# Marion Vogdt
Marion Vogdt (* 19. Oktober 1956 in Hamburg) ist eine deutsche Politikerin (FDP). Sie war von 2009 bis 2014 Abgeordnete im Brandenburger Landtag.

## Privates und Berufliches
Marion Vogdt absolvierte von 1976 bis 1978 eine Berufsausbildung zur Bankkauffrau und arbeitete dann zwei Jahre als Assistentin der Kreditabteilung der Volksbank Hamburg Nord, bevor sie ab 1979 das Studium der Wirtschaftspädagogik an der Freien Universität Berlin aufnahm. Sie schloss das Studium 1986 als Diplom-Handelslehrerin ab und arbeitete von 1988 bis 1993 als Dozentin. In den folgenden zwei Jahren absolvierte sie ihr Referendariat am Oberstufenzentrum Banken und Versicherungen Berlin und arbeitete dann bis 1996 in der Personalabteilung der Köpenicker Bank eG. Von 1997 bis 2009 leitete sie das Büro des Parlamentarischen Geschäftsführers der FDP-Fraktion im Deutschen Bundestag.
Sie lebt in Kleinmachnow, ist verheiratet und hat zwei Kinder.

## Partei
Marion Vogdt trat 2003 in die FDP ein. Sie war von 2007 bis 2010 stellvertretende Vorsitzende der FDP Brandenburg. 2009 trat sie zur Brandenburger Landtagswahl im Wahlkreis 19 (Potsdam-Mittelmark III/Potsdam III) an. Sie wurde über die Landesliste in den Landtag von Brandenburg gewählt. 2010 wurde sie als Vertreterin der Brandenburger FDP-Landtagsfraktion für die Bundesversammlung (Wahl des Bundespräsidenten) nominiert. Nach der Landtagswahl in Brandenburg 2014 schied sie aus dem Landtag aus.
Marion Vogdt war Parlamentarische Geschäftsführerin der FDP-Fraktion im Landtag Brandenburg und ist seit 2010 Schatzmeisterin der FDP Brandenburg.